# Swislatsch (Mahiljouskaja Woblasz)

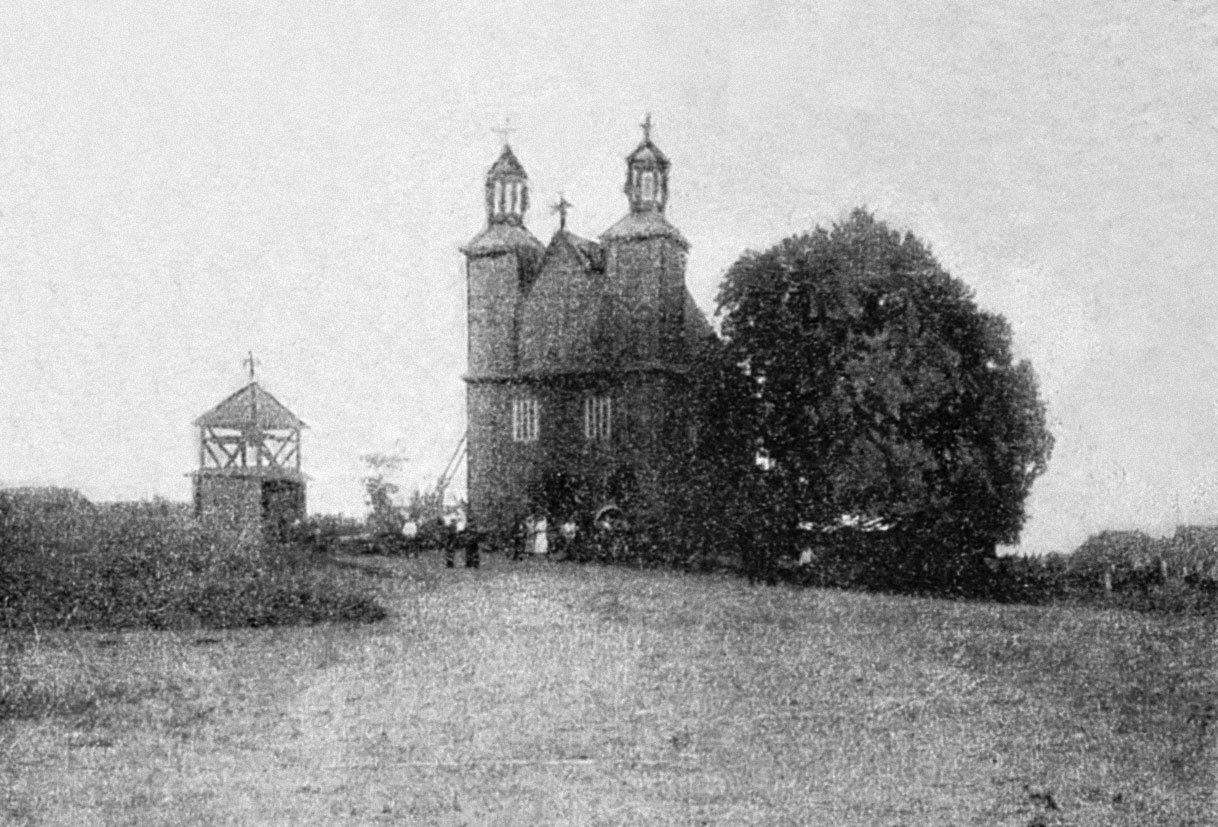
Ehemalige katholische Kirche in Swislatsch

Swislatsch ist ein Dorf in der Mahiljouskaja Woblasz in Belarus.
Der Ort liegt an der Mündung des Flusses Swislatsch in die Bjaresina rund 100 Kilometer südwestlich von Mahiljou bzw. 40 Kilometer nordwestlich von Babrujsk im Rajon Babrujsk.

## Söhne und Töchter der Stadt
- Schemarjahu Levin (1867–1935), zionistischer Politiker, Publizist und Schriftsteller
- David Lewis (1909–1981), kanadischer Politiker